# Centraal-Amerikaanse kampioenschappen wielrennen 2025 – Individuele tijdrit vrouwen elite
De individuele tijdrit voor vrouwen elite op de Centraal-Amerikaanse kampioenschappen wielrennen 2025 werd gehouden op 11 april. De acht deelneemsters moesten een parcours van 19,6 kilometer in de Guatemalteekse stad Quetzaltenango afleggen, met start en finish naast de luchthaven. De Guatemalteekse Gabriela Soto won, voor de Costa Ricaanse Milagro Mena en Wendy Ducreux uit Panama.

## Uitslag
| Plaats | Naam              | Tijd       |
| ------ | ----------------- | ---------- |
| Goud   | Gabriela Soto     | 32'33,33"  |
| Zilver | Milagro Mena      | + 2'57,65" |
| Brons  | Wendy Ducreux     | + 3'16,66" |
| 4      | Ninoska Andino    | + 3'59,37" |
| 5      | Paula Posada      | + 5'17,46" |
| 6      | Sauking Shi       | + 6'19,76" |
| 7      | Viannette Herrera | + 6'30,72" |
| 8      | Vanessa Mejía     | + 7'33,93" |